# IC 2914
IC 2914 — галактика типу S? (спіральна галактика) у сузір'ї Лев.
Цей об'єкт міститься в оригінальній редакції індексного каталогу.